# Aleksandras Stulginskis
Aleksandras Stulginkis (n. Kutaliai, distrito municipio de Šilalė, Lituania, Imperio Ruso el 26 de febrero de 1885 - m. Kaunas, 22 de septiembre de 1969) fue un político lituano que llegó a ser el segundo Presidente de Lituania, ocupando este cargo entre el 19 de junio de 1920 y el 7 de junio de 1926. Fue además presidente provisional por unas horas durante el Golpe de Estado de Lituania de 1926. 